# 佳景集團
佳景集團有限公司（港交所：0703）為澳門飲食集團，成立於1984年，在澳門、深圳及香港經營多間餐廳、美食廣場店及零售店。除餐飲業務外，集團更擴展業務至食品手信、食品貿易、機構膳食、娛樂及會所管理等。

## 獎項
- 2018年
  - 百福麵家獲澳門國際嘉年華協會頒發「澳門十大特色美食」
  - 江戶日本料理及百福小廚分別獲U Magazine頒發「我最喜愛澳門酒店食肆」及「我最喜愛澳門食肆」獎項
- 2015年
  - 榮獲東周刊頒發「2015年度傑出企業策略大獎」
- 2014年
  - 榮獲澳門特區政府頒發「旅遊功績勳章」[2]
- 2010年
  - 龜盅補榮獲由香港文匯報及澳門蓮花衛視主辦之「品牌故事@澳門2010」榮銜
- 2008年
  - 榮獲由香港生產力促進局頒發「最佳品牌企業獎2008（大中華）」-- 品牌企業優異獎

## 餐飲業務

### 自營品牌
- 四五六上海酒菜館
- 百福
- 江戶日本料理
- 千喜膳日本料理
- 十八番
- 百味坊台式料理
- 龜盅補
- 亞蘇爾澳門菜（香港）
- 小島·澳門菜（香港）
- Food Playground（香港）
- 武藏日本料理（廣東）

### 特許經營
- 胡椒廚房（澳門、廣東）
- 霸嗎拉麵（香港、廣東）
- 風雲丸（香港）

## 其他業務

### 手信業務
- 澳門英記餅家

### 會所餐飲管理
- 澳門世界貿易中心商務行政會所

### 機構膳食服務
- 佳運食品有限公司

### 食品貿易
- 日美食品貿易有限公司

### 洗衣服務
- 佳景乾濕洗衣有限公司

### 娛樂
- 佳景樂園
  - 佳景溜冰場
  - 佳景保齡球場
  - 佳景兒童樂園

## 外部連結
- 佳景集團有限公司
- 佳景集團官方網頁 （页面存档备份，存于）／facebook專頁 （页面存档备份，存于）／新浪微博 （页面存档备份，存于）